# 冷療

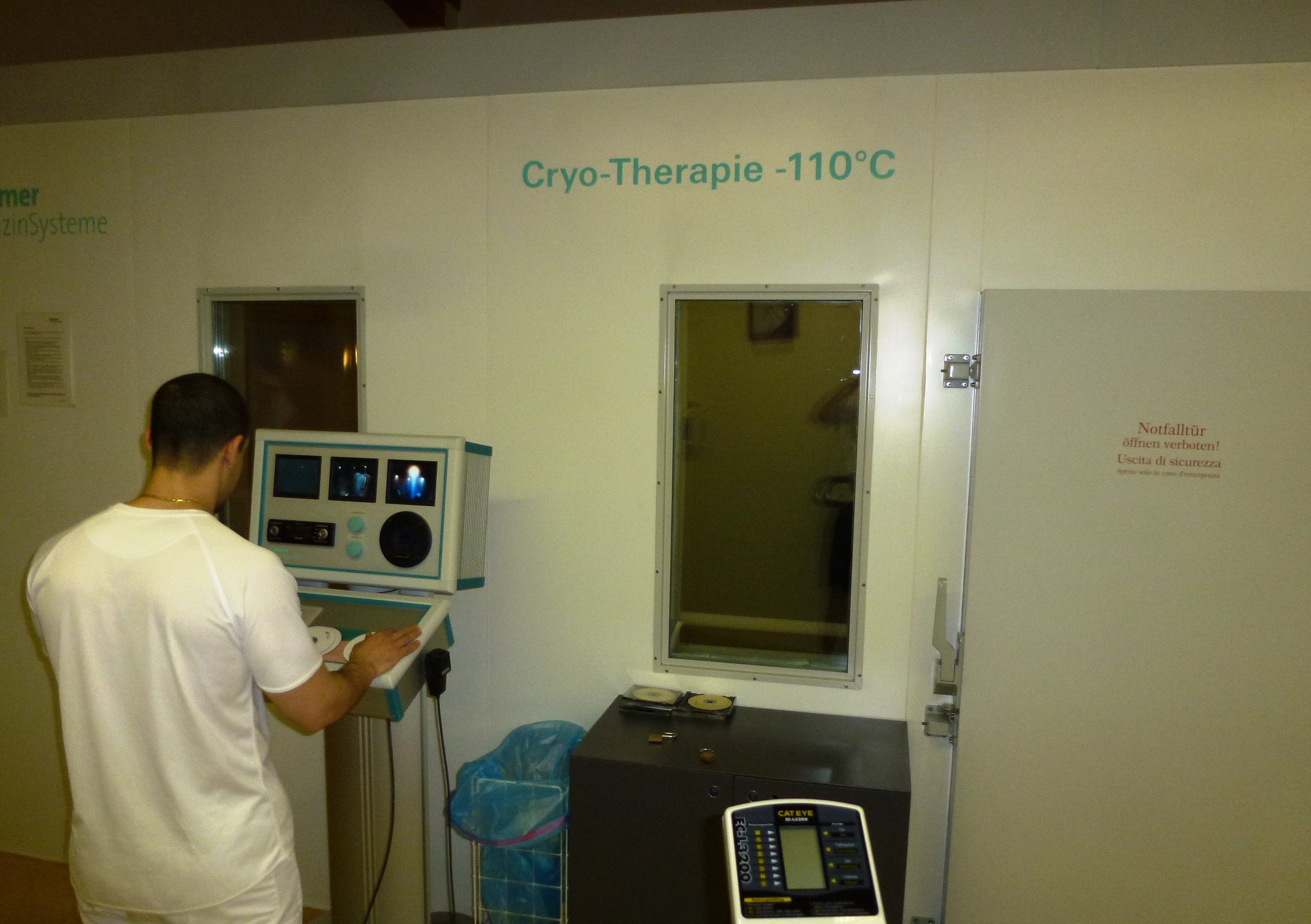
Cryo chamber at -110°C

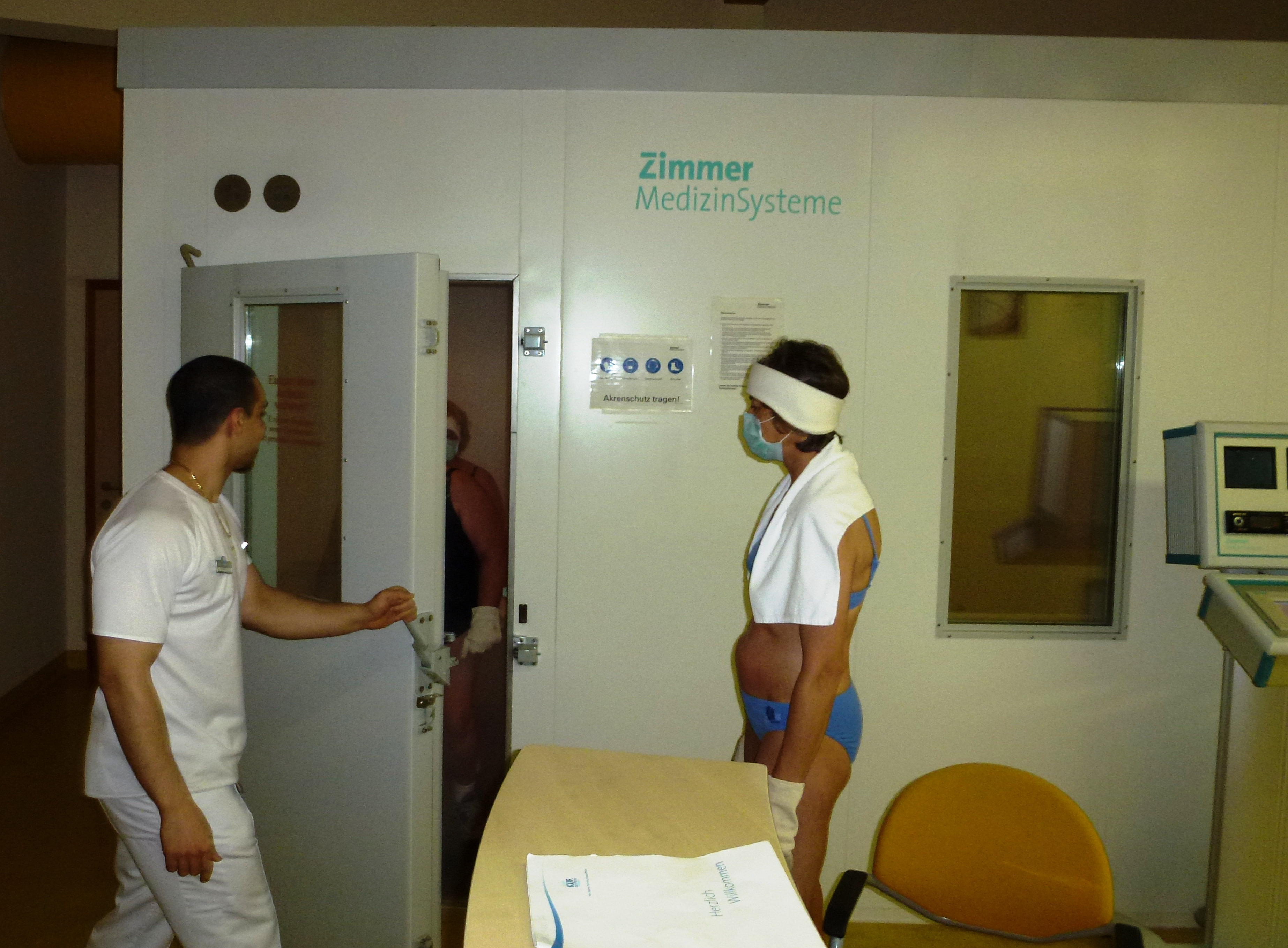
Cryo therapy patients during preparation of treatment of ca. 3 minutes

冷療（cryotherapy）是藉由降低組織的溫度以達到治療效果的方法。冷卻可以減少組織血液量及減慢組織的新陳代謝，因此，可降低出血及發炎的情況。對於痙攣、肌肉攣縮有一定的效果。還有可提升痛閾，降低疼痛，使病人在接下來的運動或治療時較舒服。

## 歷史
冷療的歷史最早可以追溯至西元前2500年，埃及人利用冷來治療受傷與發炎。而在拿破崙時代亦有文獻記錄利用冷來協助截肢手術。而由於冰並不如熱源一般容易取得，因此在歷史中的發展要等到人造冰普及後才開始大量地應用。

## 治療方式
冷療法種類很多，如冰敷袋、冰棒按摩、冷浴、即冷噴劑及控制型冷壓縮都是可根據不同部位或部位大小來決定，例如末端肢體，就可選用冷浴，把整個部位浸泡在內。使用時，為了較為舒適及衛生，在皮膚與冷療間加毛巾，同時可以吸水，如在執行冰棒按摩時，吸取留下來的冰水。

## 臨床應用
一般都會選擇用冷療來治療外傷的急性期（24~48小時），以降低病人的疼痛，水腫，發炎等症狀。

### 適用症
- 肌肉骨骼傷害
- 降低痙攣
- 治療急性燒傷
- 肌筋膜疼痛症候群(Myofascial Pain Syndrom)
- 降低疼痛
- 關節炎

### 禁忌症
- 雷諾氏症：一種原發性或病因不明性血管障礙。間歇性肢體蒼白或發紺，特別是手指、足趾，有時侵及耳鼻，由寒冷或情緒引起。
- 陣發性受寒血色素尿：當身體局部或全身曝露於寒冷後，會驟然排出含血色素的尿。
- 冷凝球蛋白血：是一種不正常的血蛋白疾病，在低溫的情況下會形成膠狀物，導致局部缺血或壞疽。
- 在治療部位曾經有凍傷的經驗。
- 在治療部位循環有損。
- 年紀太小或年紀過長的病人。
- 過於敏感或對冷會過敏的人。

對於患有高血壓的病人、冷過敏者、怕冷者、循環系統異常者、有傷口部位者或心理有障礙者等，在治療中都要特別小心，以免發生意外或造成組織傷害。

### 注意事項
- 由於寒冷會暫時性使血壓上升，對一些患有高血壓疾病的病人就要特別小心。
- 對冷反應過高者，循環異常及溫度調節有問題的病人也要小心。
- 冷療本身可是局部血液供應下降，減緩新陳代謝，所以遇有傷口部位可要特別小心，以免影響傷口的瘉合。
- 過長的冷療，如1－2小時，可能使表皮周邊神經產生神經麻痺甚或受傷。
- 冷療過後會降低膠原纖維伸展的能力，如果富含膠原纖維的組織(如肌肉、肌腱或關節靭帶)在冷療後進行牽拉運動有可能會受傷。